# Charles Frederick Hughes

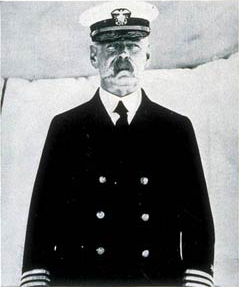
Charles Frederick Hughes

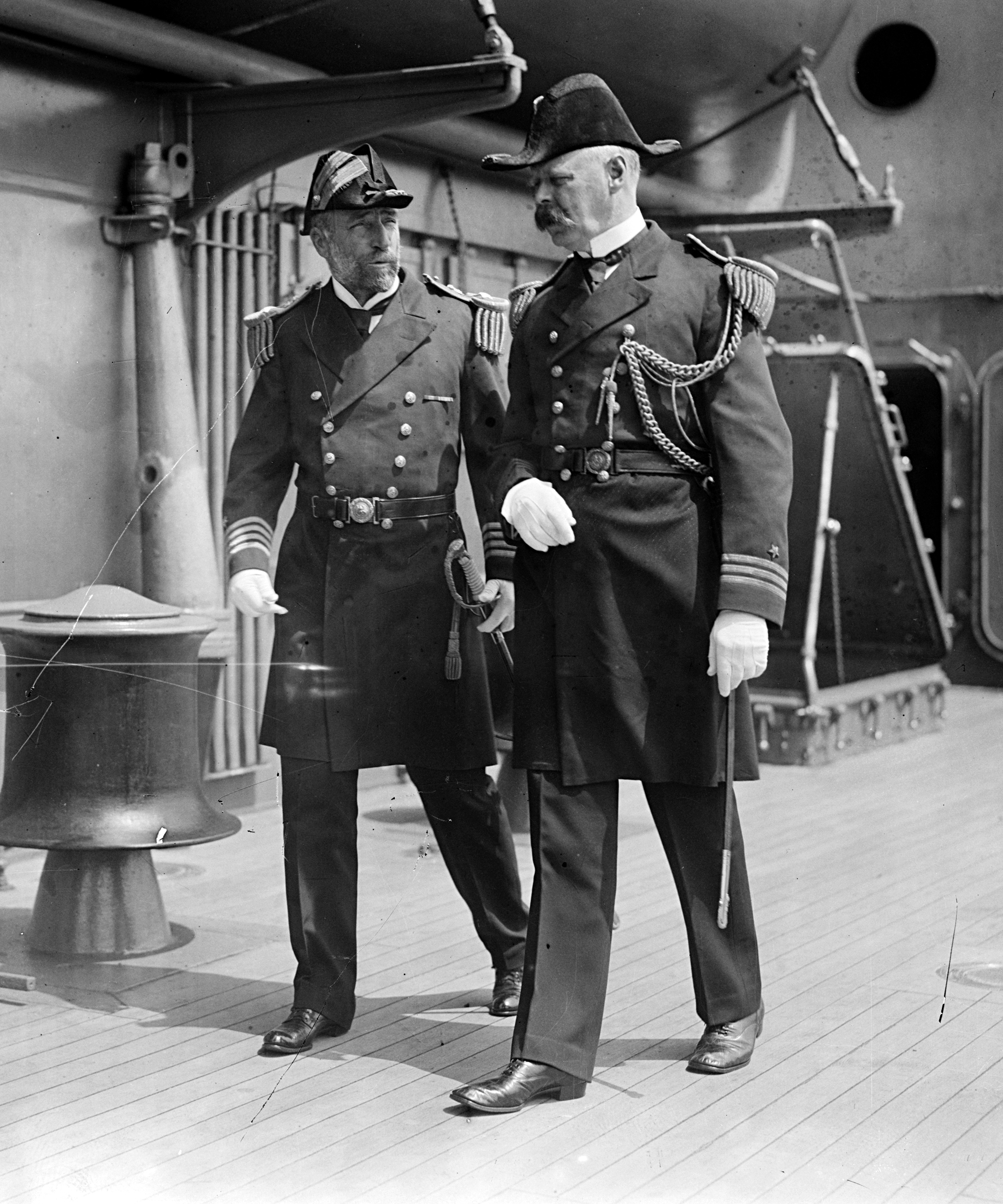
Charles Frederick Hughes (rechts) und James Harrison Oliver (1914)

Charles Frederick Hughes, auch Charles F. Hughes, (* 14. Oktober 1866 in Bath, Maine; † 28. Mai 1934 in Chevy Chase, Maryland) war ein US-amerikanischer Admiral und Chief of Naval Operations.

## Biografie
Hughes wurde 1884 in die Marineakademie aufgenommen und schloss diese 1888 ab. 1898 wurde er Leutnant und erhielt einen Einsatz im Spanisch-Amerikanischen Krieg. 1904 war er Lieutenant Commander (Korvettenkapitän) und 1909 Commander (Fregattenkapitän); als solcher befehligte er zwei Kreuzer. 1913 wurde er Stabschef des Kommandanten der Atlantischen Flotte. 1914 erfolgte seine Beförderung zum Captain. 1916 führte er das Kommando über das Schlachtschiff New York, das im Atlantik operierte. 1918 wurde er Konteradmiral und leitete den Philadelphia Navy Yard. Von 1921 bis 1923 befehligte er Schlachtschiffverbände (u. a. Schlachtschiff-Division 4, Nachfolger: William V. Pratt). Danach war er Präsident des Naval War College in Newport, Rhode Island, 1924/25 Direktor des Flottentrainings und ab 1926 Oberbefehlshaber der Schlachtflotte.
Hughes war bis zu seiner Pensionierung als ranghöchster Admiral von 1927 bis 1930 der vierte Chief of Naval Operations (CNO, Chef der Marineoperationen) als Nachfolger von Admiral Edward W. Eberle. In seiner Zeit stieg die Anzahl der Flugzeugträger und Marineflugzeuge erheblich an. 1934 wurde er auf dem Nationalfriedhof Arlington begraben.

## Ehrungen
- Der Zerstörer USS Charles F. Hughes (DD-428) wurde nach ihm benannt.
- Der Transporter Admiral CF Hughes (AP-124) trug seinen Namen.